# Lisandro Otero
Lisandro Otero González (Havanna, 1932. június 4. – Havanna, 2008. január 3.) kubai író, újságíró.

## Háttér
A kubai Havannában született Otero 2002-ben elnyerte a kubai Nemzeti Irodalmi Díjat, és 2004 októberétől haláláig a Kubai Nyelvi Akadémia igazgatója volt. Tagja volt a Spanyol Nyelv Királyi Akadémiájának és az Észak-Amerikai Spanyol Nyelvi Akadémiának is. Újságírásból, valamint filozófiából és irodalomból szerzett diplomát 1954-ben a Havannai Egyetemen, majd a párizsi Sorbonne-on is tanult. (1954-1956).
Az ország olyan jelentős kiadványait, mint a Revolución, a Cuba Magazine és a Revolución y Cultura, ő irányította. Olyan kiadványok számára írt, mint a Bohemia, Carteles, Granma, Juventud Rebelde, El Mundo, ''Casa de las Américas, Unión, La Gaceta de Cuba de Cuba, Le Monde Diplomatique, Partisans, Europe, The Washington Post és Excelsior.
Otero 1963-ban La situación (A helyzet) című regényével elnyerte a Casa de las Américas Contest regénydíját. 1965-ben Pasión de Urbino (Urbino szenvedélye) című regényéért a barcelonai Seix Parral szerkesztőség Biblioteca Breve díját nyerte el, Temporadas de Angeles (Angyalok évszaka) című regényéért (1983) pedig megkapta az irodalomkritikusok díját.
Kulturális tanácsadóként diplomáciai tevékenységet végzett a chilei, a brit és a szovjet kubai nagykövetségen. Ő írta az El Solar című zenés vígjáték forgatókönyvét, amelyből film és balett is készült. Műveit számos nyelvre lefordították.
Az 1990-es évek elején Otero így fogalmazta meg véleményét szülőhazájáról, Kubáról: „Az 1980-as évek elején a diplomáciai testületben dolgoztam a Szovjetunióban. A helyzet borzalmas volt – hosszú sorok, silány lakások, nincs kenyér, kevés étel. 'Igen', nyugtázták. 'De nekünk van a Bolsoj Balettünk, a legjobb a világon!'. Nos, most nálunk -- 'Igen, de nekünk van a legjobb amatőr baseball csapatunk a világon!'”
Otero megkapta a kubai újságírás nemzeti díját, a Félix Elmuza-rendet, a titkos harc harcosának kitüntetését, a kubai fegyveres erők harmincadik évfordulójának emlékérmét és az Alejo Carpentier-érmet. Megkapta a francia kormány által adományozott Nemzeti Kiválósági Rendet és a Mexikói Újságírók Klubja által adományozott Nemzeti Újságírói Díjat is.

## Válogatott művei
- 1955: Tabaco para un Jueves Santo y otros cuentos cubanos, Paris, Cuba: Z.D.A., Havana, 1960.
- 1963: La situación Havana, 1963; Santiago de Chile, 1967; Havana, 1975.
- 1966: Pasión de Urbino, Buenos Aires, 1966; Havana, 1967.
- 1970: En busca de Viet Nam (esszék), Havana
- 1970: En ciudad semejante (regény), Havana, 1970.
- 1983: Temporada de Angeles, Havana, 1983, Bolero, 1984.
- 1997: Llover sobre mojado, Havana,
- 1990:  El árbol de la vida, 1990;
- 2003:  De Gutenberg a Bill Gates Havana
- 2004:  Charada Havana

### Magyarul megjelent
- Uraim, ez a helyzet! (La situación) – Kossuth, Budapest, 1965 · Fordította: Hargitai György · Illusztrálta: Kass János
- Antonio Urbino passiója (Pasión de Urbino) – Európa, Budapest, 1967 ·  Fordította: Huszágh Nándor
- Babilon, eljött a te ítéleted! (En ciudad semejante) – Kossuth, Budapest, 1978 · ISBN 9630909944 · Fordította: Székács Vera

## Fordítás
- Ez a szócikk részben vagy egészben  a   Lisandro Otero című angol Wikipédia-szócikk fordításán alapul.  Az eredeti cikk szerkesztőit annak laptörténete sorolja fel. Ez a jelzés csupán a megfogalmazás eredetét és a szerzői jogokat jelzi, nem szolgál a cikkben szereplő információk forrásmegjelöléseként.